# 纸性恋
紙性戀（英：Fictosexuality；日：フィクトセクシュアル）是對虛構存在感到性吸引力的一種性特質（sexuality）或性取向。「Fictosexuals」在英語圈被視為無性戀光譜（Asexual Spectrum）的一員，在日語圈也被包含在廣義的無性戀中，又被縮寫為「Fセク」。「紙性戀」這個漢語辭彙起初來自漢語圈飯圈文化，指「只喜欢纸片人」，後來才橋接英語圈的「Animesexuals」與「Fictosexuals」。在二十一世紀無性戀運動開始持續倡議之前，主要以二次控、御宅、腐、夢或角色性戀者（キャラクター性愛者）等辭彙被理解。

## 概要
紙性戀（Fictosexuality）是取「虛構（Fiction）」的字根「Ficto-」形成的造語。紙性戀是一個傘式術語，主要用來指涉「對虛構角色感到性吸引力，卻對現實他人缺乏相應感受的經驗」或「與虛構角色從事一般設想為『性』或『浪漫』的行為」。
表述對虛構角色感到戀愛感的詞彙則是「紙浪漫（英：fictoromance；日：フィクトロマンティック）」，在日語圈中又縮寫為「Fロマ」，另有英語圈學者將「紙性戀」和「紙浪漫」兩者合稱為「虛構愛（Fictophilia）」，不過並未得到社群的廣泛採納。
在日語圈紙性戀社群中，將在無性戀運動中被稱為「有性戀（Allosexual）」的族群，也就是對現實三次元活人感到性吸引力的族群，稱為「對人性戀（対人性愛）」或「現實性戀（現実性愛）」，並抵抗將這種性特質普遍化、自然化、理所當然化的社會常規。這種社會常規也就是無性戀運動中常說的「強制有性戀（Compulsory Sexuality）」或「有性戀正典性（Sexualnormativity）」。紙性戀社群的這些討論和「表現自由」的運動有關，同時也存在區分紙性戀和御宅、夢女等既有認同的討論。

## 識別旗

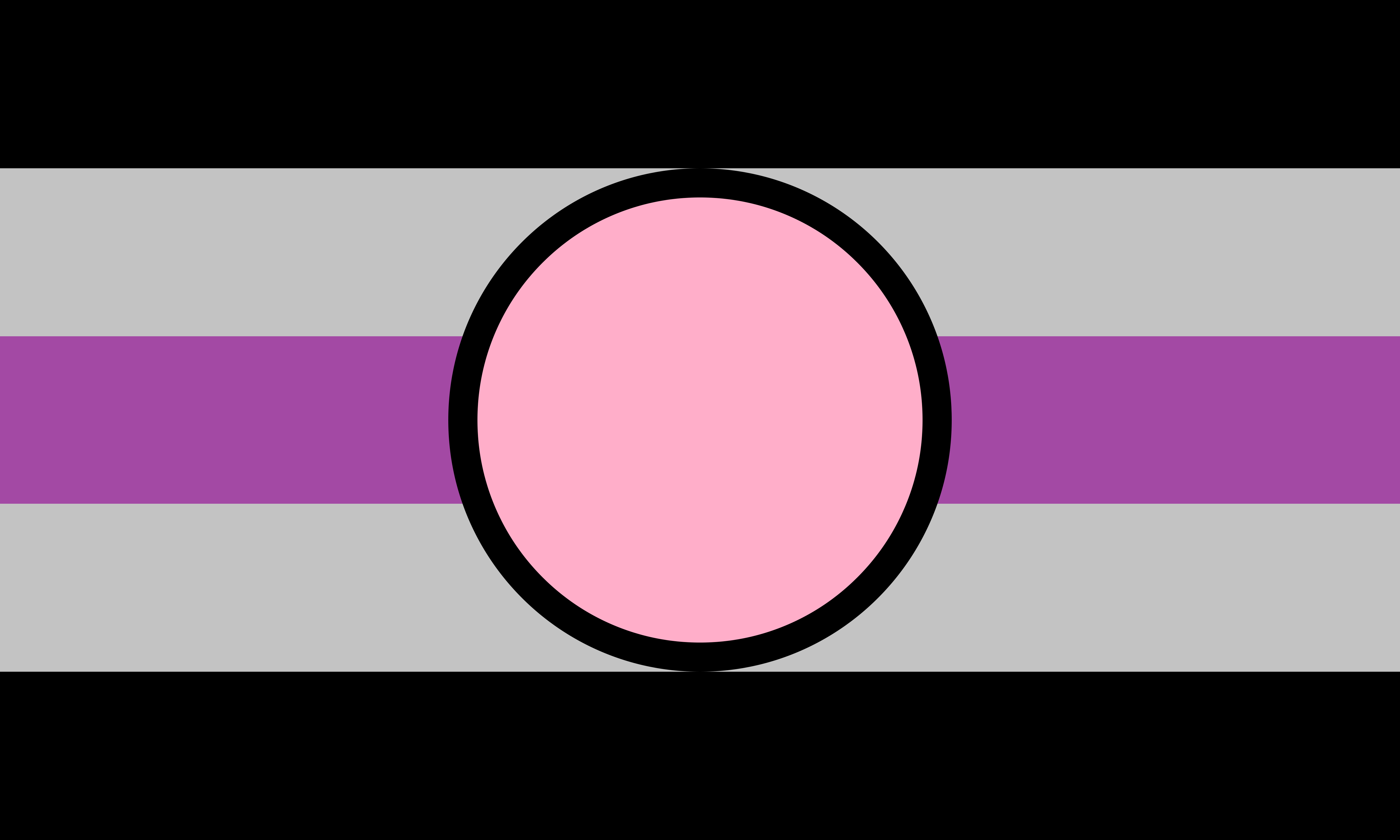
纸性恋旗帜

紙性戀（Fictosexuality）的識別旗上，黑色和灰色條紋代表感受不到非虛構角色、現實人物的性吸引力，紫色條紋代表無性戀光譜，中心的黑色圓環代表進入虛構世界的「門戶」，圓環中的粉紅色代表來自虛構角色的性吸引力。

## 相關研究

### 人口學調查
研究指出對虛構角色感到性／浪漫吸引力者，在某些已開發國家有一定人口基數。例如日本性教育協会的人口學調查中，日本年輕人口已經有一成以上曾經對虛構角色感到過戀愛感。而在紙性戀倡議者近藤顯彥針對網路用戶的獨立調查中，「總是」和「有時」會對虛構角色感到性吸引力者（48.2%）和浪漫吸引力（59%）的年齡層同樣以二十代最多，其中感到浪漫吸引力者以女性樣本居多，感到性吸引力者則以男性樣本居多。另外人類學家Agnès Giard提到，日本已有數千個紙性戀者進入紙性戀婚姻（Fictosexual Marriages）。這個說法可能來自2017年報名參加Gatebox「次元渡航局」企劃領取結婚證明書的3708人，實際上人數可能更多。

### 酷兒研究或美學
在英語圈有許多無性戀研究已經捕捉到紙性戀者的存在，並指出進一步針對紙性戀者進行研究的重要性。近來有酷兒研究者倡議：對於自虛構角色感到性吸引力者，不應該視為興趣或嗜好，而有必要從性特質研究（Sexuality Studies）的角度進行考察。
同時在對紙性戀酷兒研究中，將紙性戀者的邊緣化處境，命名為「對人性戀中心主義」進行調查，並引用巴特勒理論，指出對人性戀中心主義的壓迫具有兩種模式：「預先排除（Foreclosure）」，排除於可理解的認知範疇之外來不可理解化；以及「抹消（Erasure）」，收編到既有認知範疇來不可視化，透過這兩種壓迫的雙管齊下，將紙性戀者的存在意義給無意義化。
在最新的研究中，有學者指出「對人性戀中心主義」與「性別二元論」、「異性戀正典性（heteronormativity）」的交織關係，呼籲針對對人性戀中心主義的批判；並指出在紙性戀視野下，角色作為「人工物（Artifacts）」的實存不能被任意化約。有美學家和媒介研究者繼承此問題意識，呼籲重新審視角色圖像的存有論問題，並批判對人性戀中心主義缺乏妥當性和倫理性。

### 準社會理論或心理學研究
在社會心理學研究中，紙性戀者長期被以研究單向依附（one-sided attachment）的準社會理論（Para-Social Theory）來理解，例如準社會愛情；但研究也指出，準社會理論有必要進一步區分①對真人、②對真人扮演的角色、③對虛構角色三種不同的準社會互動。直到近年來，才有少數直接針對紙性戀者的研究。另外，有學者用人與上帝間的關係來比喻紙性戀關係，但也有學者反對這種說法。
儘管在許多網路言論中有人會將紙性戀視為精神疾患，但學者指出依據目前的DSM-5和ICD-10標準，紙性戀本身並不構成疾患，也沒有確立診斷標準的必要性。研究指出這個社會存在對紙性戀者的汙名（Stigma），這可能使他們受到排擠或陷入不被理解的孤獨感中；並且雖然紙性戀者明確能夠區分虛構與現實，並認知到關係的準社會性，但因為互動性的問題，紙性戀者可能會遭遇「紙性戀悖論（Fictophilia Paradox）」的焦慮。另外有學者認為紙性戀婚姻能夠增進紙性戀者的自我效能感。
有學者進一步區分既有研究中出三種現實認知相關的論述脈絡，可能影響紙性戀者在紙性戀關係中得到的反饋，分別為：
- 斷開脈絡（disconnected context）：此脈絡認為紙性戀者將虛構角色認知為存有論上特立的存在，但可能會破壞個體對現實的客觀認知而導致病理問題。
- 接續脈絡（connected context）：此脈絡認為紙性戀者持續認知到虛構和客觀現實的區分，但紙性戀關係不再被視為「替代品」，因此紙性戀成為一種如其他性取向一般的性特質。
- 整合脈絡（integrated context）：此脈絡認為現實區分被紙性戀者相對化並認知為有瑕疵的區分，因為紙性戀等價於對人性戀，而紙性戀者需要分析性的培養紙性戀關係。[10]

就此而言，「斷開脈絡」的論述仍處於對人性戀中心主義的視野，並未將對人性戀予以相對化，因此採取「斷開脈絡」認知的紙性戀者，更可能會承受相關焦慮；而「接續脈絡」和「整合脈絡」的論述，更可能順利的經營紙性戀關係。就此而言，學者指出有必要對此問題意識進行進一步的研究，以釐清其間的差異何在。

### 紙性戀量表
中原大學學生林芳伃等人於2022年台灣心理學年會以「紙性戀傾向之定義及發展趨勢 —以成人依附型態探討」主題作為發表。並研發紙性戀量表。研究依據愛情理論與物戀定義，將紙性戀傾向定義為個體經驗 情緒、浪漫、性吸引力於ACGN（包括Animation，動畫；Comic， 漫畫；Game，遊戲；Novel，小說）作品中的虛擬人物，同時對 現實中的人幾乎不產生甚至完全沒有任何的興趣。 
該傾向者對於虛擬伴侶與現實中人與人的親密關係並無差別，唯 一的差別僅在於發展親密關係的對象是否與自己身處同一個世界。 
紙性戀傾向者較偏向使用以下幾種方式與虛擬伴侶發展親密關係 及戀愛互動: 
1. 跨次元至虛擬伴侶的世界:使用繪圖、合成、文字書寫等方式 創作與虛擬伴侶互動，紀錄他們每日的相處與生活點滴。紙 性戀傾向者會將自己創作於虛擬伴侶的世界之中，與虛擬伴 侶相處。 
2.將虛擬伴侶拉至現實生活:購買虛擬伴侶的周邊如角色立牌、 娃娃、相片、抱枕……等，將虛擬伴侶投射至此些物品上與他們 進行戀愛互動。研究觀察中也發現，少數紙性戀傾向者會以付費 方式聘請角色扮演者(Cosplayer)扮演其虛擬伴侶與之約會、舉 辦婚禮與慶生；但紙性戀傾向者並非對於該角色扮演者 (Cosplayer)有戀愛方面的情感，僅是以虛擬伴侶投射於對方身上而已。
紙性戀傾向量表
研究從 Zick Rubin（1970）愛與喜歡量表及Sternberg（1986）愛情三因論理論發展量表，來測量與虛擬對象的戀愛情感程度。經由預試題目刪減及更正後，正式量表由4個構面發展出24題。作答方式採李克特式（Likert type）七點量尺作答，從 1 分（非常不同意）~ 7分（非常同意）請參與者依照實際狀況作答；其中需注意幾題採反向計分，從1分(非常同意) ~7分(非常不同意)請參與者依照實際狀況作答。在量表發展實驗中此量表內部一致性信度為.93具極高信度。

## 相關倡議者
- 近藤顯彥為公開出櫃的紙性戀者，持續進行紙性戀相關倡議中。2018年11月4日與初音未來舉辦婚禮[27]，並出版同人誌《如何舉辦與二次元角色的婚禮 （页面存档备份，存于）》進行教學。

- 次元局 （页面存档备份，存于）為發行與二次元角色間「結婚證明書」的相關組織，其組織介紹為：「本局聯繫現實世界與其他次元／來成為與角色相愛的證明／受理婚姻登記並發行結婚證明書的非官方機關／此外本局也有發行LGBT族群的結婚證明書。[28]」

- 社會學家松浦優 （页面存档备份，存于）針對「不對現實他人感到性吸引力者的不可視化與抵抗」進行研究，撰寫「二次元」方面紙性戀者的相關論文。除了針對對人性戀中心主義進行批判，同時倡議紙性戀者應與無性戀、其他非對人性戀、跨性別者及女性主義建立連帶[29]。

- 荻野幸太郎 （页面存档备份，存于）為擁護「表現自由」之NPO法人「うぐいすリボン （页面存档备份，存于）」的理事，針對二次元性表現規制的議題，長期從「以創作物為性對象的性特質」者的權利與承認觀點出發進行倡議。
- 臺大宅研 （页面存档备份，存于）為持續觸及紙性戀議題的同人社團，除了曾經對紙性戀進行問卷發放[30]，並在同人販售會FF40發放〈紙性戀宣言〉[31]，並與女書店合辦〈從紙性戀視角思考性與性別的政治（松浦優主講，廖希文與談） （页面存档备份，存于）〉講座、〈對物性戀與人偶戀初探（廖希文主講） （页面存档备份，存于）〉講座，主講女書店與心靈工坊合辦〈非對人性戀的多重定向（廖希文主講，郝柏瑋與談） （页面存档备份，存于）〉講座。
- 日本一般社團法人紙性戀協會 （页面存档备份，存于），為近藤顯彥等人成立之紙性戀倡議組織，以向婚禮會場業倡議紙性戀婚禮的理解與協助為宗旨之一。
- 台灣紙性戀集散地為台灣紙性戀者當事者社群，從事紙性戀與非對人性戀相關議題之倡議、調查與推廣。
- 中原大學學生林芳伃等人於2022台灣心理學年會以「紙性戀傾向之定義及發展趨勢 —以成人依附型態探討」主題作為發表。並研發紙性戀量表。

## 相關主題
- 非對人性戀：對物性戀、自我抽離性戀（Aegosexual）、人偶戀、動物戀、植物戀，等等

- 次文化：二次元情結、夢、御宅、腐，等等